# 21.º Regimiento de Instrucción Aérea
El 21º Regimiento de Instrucción Aérea (21. Flieger-Ausbildungs-Regiment) fue una unidad militar de la Luftwaffe de la Alemania nazi.

## Historia
Fue formado el 1 de abril de 1939 en Magdeburg-Ost desde el 21.º Batallón de Reemplazo Aéreo con:
- Stab
- I Batallón de Instrucción desde el 21.º Batallón de Reemplazo Aéreo
- Escuela Elemental de Vuelo (Escuela/21.º Regimiento de Instrucción Aérea) desde la Escuela Mixta Experimental Superior Magdeburg-Ost.

El II Batallón de Instrucción fue formada en 1940, mientras la Escuela/21.º Regimiento de Instrucción Aérea es disuelta el 31 de mayo de 1941. Trasladado a Deblin-Irena en enero de 1940 y a Reims en abril de 1941. El 16 de agosto de 1942 es redesignado como el 21.º Regimiento Aéreo.

## Comandantes
- Teniente coronel Rüdiger von Heyking - (1 de abril de 1939 - 1 de abril de 1940)
- Coronel Ernst Weber - (23 de julio de 1940 - 21 de septiembre de 1942)

## Orden de Batalla
- 1939 – 1940: Stab, I. (1-5), 6., 7., Escuela.
- 1941 – 1942: Stab, I. (1-5), 7., II. (8-12).